# Calmont (Aveyron)
Calmont település Franciaországban, Aveyron megyében. Lakosainak száma 2208 fő (2022. január 1.). Calmont Baraqueville, Comps-la-Grand-Ville, Flavin, Luc-la-Primaube, Manhac és Sainte-Juliette-sur-Viaur községekkel határos.

## Népesség
A település népessége az elmúlt években az alábbi módon változott:
| Lakosok száma | 1163 | 1224 | 1437 | 1859 | 1982 | 2006 | 2053 | 2166 | 2184 | 2208 |
|               | 1968 | 1982 | 1990 | 2006 | 2013 | 2015 | 2017 | 2019 | 2020 | 2022 |